# Roches-Bettaincourt
Roches-Bettaincourt là một xã thuộc tỉnh Haute-Marne trong vùng Grand Est đông bắc nước Pháp.